# Джерельна вулиця (Київ, Оболонський район)
Джере́льна ву́лиця — вулиця в Оболонському районі м. Києва, селище ДВС. Пролягає від Дніпроводської вулиці до кінця забудови.
Прилучається Джерельний провулок.

## Історія
Виникла у 1950-х роках під назвою Проїзд «Д». Сучасна назва — з 1958 року.